# Championnat d'Italie de football de deuxième division 1961-1962
Navigation
Édition précédente Édition suivante
La saison 1961-1962 de Serie B, organisée par la Lega Calcio pour la seizième fois, est la 30e édition du championnat de deuxième division en Italie. Les trois premiers sont promus directement en Serie A et les trois derniers sont relégués en Serie C.
À l'issue de la saison, le Genoa CFC termine à la première place et monte en Serie A 1962-1963 (1re division), accompagné par le vice-champion, Naples et le troisième Modène.

## Compétition
La victoire est à deux points, un match nul à 1 point.

### Classement
| Rang | Équipe         | Pts  | J  | G  | N  | P  | Bp | Bc | Diff |
| ---- | -------------- | ---- | -- | -- | -- | -- | -- | -- | ---- |
| 1    | Genoa CFC      | 54   | 38 | 22 | 10 | 6  | 64 | 28 | +36  |
| 2    | Naples R       | 43   | 38 | 15 | 13 | 10 | 44 | 35 | +9   |
| 3    | Modène P       | 43   | 38 | 15 | 13 | 10 | 39 | 36 | +3   |
| 4    | Lazio R        | 42   | 38 | 14 | 14 | 10 | 50 | 28 | +22  |
| 5    | Hellas Vérone  | 42   | 38 | 14 | 14 | 10 | 39 | 27 | +12  |
| 6    | Pro Patria     | 41   | 38 | 15 | 11 | 12 | 43 | 38 | +5   |
| 7    | Messine        | 39   | 38 | 14 | 11 | 13 | 53 | 46 | +7   |
| 8    | Brescia        | 37   | 38 | 14 | 9  | 15 | 37 | 36 | +1   |
| 9    | Monza          | 37   | 38 | 13 | 11 | 14 | 37 | 44 | -7   |
| 10   | Alexandrie     | 36   | 38 | 13 | 10 | 15 | 45 | 46 | -1   |
| 11   | Novare Calcio  | 36   | 38 | 12 | 12 | 14 | 37 | 43 | -6   |
| 12   | AS Bari R      | 35-6 | 38 | 15 | 11 | 12 | 48 | 38 | +10  |
| 13   | Parme          | 35   | 38 | 9  | 17 | 12 | 25 | 33 | -8   |
| 14   | Sambenedettese | 35   | 38 | 10 | 15 | 13 | 30 | 42 | -12  |
| 15   | Lucchese P     | 34   | 38 | 13 | 8  | 17 | 46 | 54 | -8   |
| 16   | Catanzaro      | 34   | 38 | 9  | 16 | 13 | 37 | 50 | -13  |
| 17   | Côme           | 34   | 38 | 11 | 12 | 15 | 33 | 46 | -13  |
| 18   | Cosenza P      | 33   | 38 | 11 | 11 | 16 | 29 | 46 | -17  |
| 19   | Reggiana       | 32   | 38 | 8  | 16 | 14 | 34 | 40 | -6   |
| 20   | Prato          | 32   | 38 | 9  | 14 | 15 | 33 | 47 | -14  |

|  | Promotion en Serie A                        |
|  | Relégation en Serie C                       |
|  | P : Promu de Serie C R : Relégué de Serie A |

- Novare Calcio est déclassé en fin de saison en Serie C à cause d'un délit sportif, Cosenza, initialement en position de relégable, est repêché[1].
- AS Bari a une pénalité de six points pour une tentative de corruption.